# 鍾嶸
鍾嶸（？—518年），字仲偉，潁川長社（今河南長葛西）人。出身世族，父親鍾蹈曾任南朝齊朝中軍參軍。鍾嶸與兄鍾岏、弟鍾嶼「好學，有思理」，精《周易》，有辭章修養，齊永明年間為國子生。在梁天監年間曾作過參軍、記室等官。
曾仿漢代“九品論人，七略裁士”的方式撰寫《詩品》（原名《詩評》，北宋後改稱為《詩品》），成書於梁武帝天監十二年（513年）以後，品評自漢至梁122位五言詩作家，齊梁之際，文學思潮浮靡訛濫，故書中提倡風力，反對玄言，是中國第一部專論五言詩的古典文學批評名著。

## 特色
鍾嶸建立了「歷史法批評」方法，以探索源流及評定價值為兩大要務：

- 他將從漢到齊、梁時代的一百多名詩人，分為上中下三品。『一品之中，略以世代為先後，不以優劣為銓次。』其中上品11人，中品39人，下品72人，共122人。
- 他對於各家的作品，往往認為其源出於某人與某體，標出國風、小雅、楚辭為五言詩的三大系統。

## 重要主張
- 反對用典
- 反對聲病
- 反對玄風

## 《詩品》貢獻及爭議
- 《詩品》最成功之處，應在對各家詩歌風格之論析，往往極其中肯。

- 由於對作家與作品的價值評定等級，容易流於主觀成見。因此鍾嶸《詩品》中亦出現較有爭議的作家等級。如劉楨、陸機、潘岳、張協列於上品；曹丕、陶淵明、鮑照、謝朓列為中品；而曹操列為下品。

- 陶淵明雖置於中品，但其評語不僅備極推賞，而且能說出陶詩最大的優點，從評語來看，鍾嶸對陶詩的推崇，實在超過對其他列為中品，甚至上品的詩家，只是礙於當時的文學風尚，以及鍾嶸認為陶淵明的詩源自於中品的應璩，而《詩品》並沒有「源下而流上」的例子，因此陶詩不能超過中品。

- 《詩品》亦有評曹操父子，鍾嶸對曹操的作品評價「曹公古直，甚有悲涼之句。」，[2]將其置於下品，引起爭議，[3]後世學者亦有認為曹操作品應置於上品。[4]一般認為是由於鍾嶸喜五言詩，而曹操的作品以四言詩見長之故。

## 延伸阅读
[在维基数据编辑]
 在维基文库阅读此作者作品
 《梁書/卷49》，出自姚思廉《梁書》